# Аушев, Александр Васильевич
Александр Васильевич Аушев (1883 — ?) — анархо-коммунист, участник махновского движения.

## Биография
Родился в 1883 году в Царицынской губернии, Российской империи.
С 25 ноября 1919 года начальник штаба 4-го Крымского корпуса РПАУ. Начальником штаба 4-го корпуса Александр пробыл до января 1920 года.
Дальнейшая судьба неизвестна.